# Le Voyage dans l'Est
Le Voyage dans l'Est est un roman de Christine Angot paru en 2021.

## Résumé
Dans ce roman, l'autrice revient sur l'inceste dont elle a été victime.

## Distinctions
Le roman a reçu le prix Médicis et le Prix Les Inrockuptibles. Il a également été sélectionné pour le prix Goncourt.